# Trait unaire
En psychanalyse, le trait unaire (traduction par Jacques Lacan de l'allemand : Einziger Zug) est ce qui fonctionne comme support de la différence. Le trait unaire est ainsi une inscription, mais n’est pas une écriture au sens de l’écriture alphabétique.

## Concept
Dans le séminaire IX, L'identification, Jacques Lacan a proposé une articulation logique de l’existence du sujet dans le langage, et l’a considérée d’abord comme relevant nécessairement d’une inscription. C’est celle qu’il a reprise sous le concept freudien d’« Einziger Zug », trait unique, puis par le concept de « trait unaire ». L’« Einziger zug » a pour fonction d’indiquer la place où est accrochée la fonction du signifiant (« et ce à quoi ça sert dans l’avènement de la vérité »). 
Pour expliquer cette hypothèse, Jacques Lacan a ainsi avancé que le nom propre est ce qui matérialise le mieux la fonction du trait unaire (support de la différence), en tant que signifiant doublant la marque singulière qu’est le trait unaire pour chacun, au point de véhiculer une certaine différence sonore d’avec le nom commun (thèse empruntée aux travaux d’Alan Gardiner). Sigmund Freud, dans son élaboration de la psychanalyse, expliquait comment le nom était toujours un moyen de cerner l’altérité radicale que peut représenter un sujet pour un autre. Dans cette logique, le nom propre est le support langagier de ce qui chez le sujet fonctionne comme stricte différence. Mais, alors que l’élaboration freudienne, au moins avec Totem et Tabou, s’est arrêtée sur l’altérité qu’incarne un sujet pour un autre sujet (altérité marquée par l’existence du nom, et donc par la dépendante d’un autre), Jacques Lacan s’est intéressé par son élaboration à la marque distinctive qu’est chaque sujet dans le langage. Cette marque a été repérée comme étant le trait unaire, soit une inscription. Et Jacques Lacan a fait du trait unaire l’attache liant le sujet au langage.